# Монтескаљиозо
Монтескаљиозо (итал. Montescaglioso) је насеље у Италији у округу Матера, региону Базиликата.
Према процени из 2011. у насељу је живело 9205 становника. Насеље се налази на надморској висини од 294 м.

## Географија
| Клима (Монтескаљиозо)    | Клима (Монтескаљиозо) | Клима (Монтескаљиозо) | Клима (Монтескаљиозо) | Клима (Монтескаљиозо) | Клима (Монтескаљиозо) | Клима (Монтескаљиозо) | Клима (Монтескаљиозо) | Клима (Монтескаљиозо) | Клима (Монтескаљиозо) | Клима (Монтескаљиозо) | Клима (Монтескаљиозо) | Клима (Монтескаљиозо) | Клима (Монтескаљиозо) |
| Показатељ \ Месец        | .Јан.                 | .Феб.                 | .Мар.                 | .Апр.                 | .Мај.                 | .Јун.                 | .Јул.                 | .Авг.                 | .Сеп.                 | .Окт.                 | .Нов.                 | .Дец.                 | .Год.                 |
| ------------------------ | --------------------- | --------------------- | --------------------- | --------------------- | --------------------- | --------------------- | --------------------- | --------------------- | --------------------- | --------------------- | --------------------- | --------------------- | --------------------- |
| Средњи максимум, °C (°F) | 9,1 (48,4)            | 10,2 (50,4)           | 12,8 (55)             | 17,1 (62,8)           | 21,9 (71,4)           | 27,2 (81)             | 30,5 (86,9)           | 31,3 (88,3)           | 26,7 (80,1)           | 20,3 (68,5)           | 15,1 (59,2)           | 11,6 (52,9)           | 31,3 (88,3)           |
| Средњи минимум, °C (°F)  | 2,9 (37,2)            | 2,9 (37,2)            | 5,1 (41,2)            | 8,0 (46,4)            | 11,7 (53,1)           | 15,8 (60,4)           | 18,4 (65,1)           | 19,0 (66,2)           | 16,0 (60,8)           | 11,7 (53,1)           | 8,3 (46,9)            | 5,2 (41,4)            | 2,9 (37,2)            |
| [ тражи се извор ]       |                       |                       |                       |                       |                       |                       |                       |                       |                       |                       |                       |                       |                       |

## Становништво
| 1931. | 1936. | 1951. | 1961. | 1971. | 1981. | 1991.  | 2001.  | 2011.  |
| ----- | ----- | ----- | ----- | ----- | ----- | ------ | ------ | ------ |
| 7.184 | 7.949 | 9.338 | 9.691 | 8.377 | 9.240 | 10.104 | 10.121 | 10.102 |